# Damage boundary curve

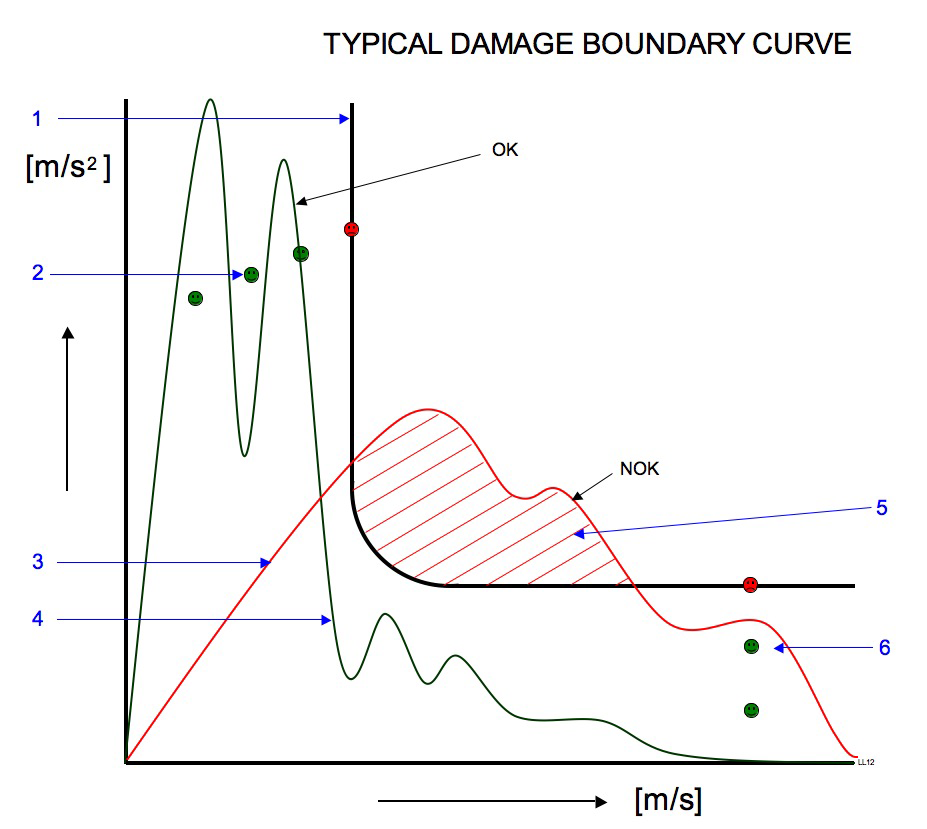
Damage Boundery Curve. 1 curve. 2 Meetpunten om de curve te bepalen (hoge versnelling en korte duur). 3 Negatief meetresultaat. 4 Positief meetresultaat. 5 Schadegebied van meting 3. 6 Meetpunten om de curve te bepalen (lage versnelling en lange duur)

De Damage Boundary Curve (schadegrenscurve) is een curve in een grafiek die het oppervlak ervan opdeelt in wel of geen schadegebied. Het is een maat voor de schokbestendigheid of fragiliteit van een product. De curve geeft aan bij welke minimale versnellingen of schokken het product wordt beschadigd.

## Bepalen curve
De Damage Boundary Curve wordt bepaald door meerdere producten op een schoktestbank te testen. De testen bestaan meestal uit twee series van korte schokken met een hoge versnelling en een oplopende duur (2) en met een lange duur met een oplopende versnelling (6). Deze testseries worden net zo lang doorgevoerd tot het product beschadigt. Op deze manier kan de Damage Boundary Curve (1) in de grafiek bepaald worden.

## Toepassing
De Damage Boundary Curve wordt in de verpakkingsindustrie gebruikt om de minimale hoeveelheid schokabsorptie van een verpakking te bepalen. Meestal wordt deze methode toegepast bij het transport van waardevolle en/of fragiele producten. Deze toegepaste verpakkingsabsorptie moet het product, tijdens onbedoelde schokken tijdens het transport, beschermen. Deze onbedoelde schokken kunnen ontstaan door vallen of botsen. Een ander toepassing is om van een component in een apparaat of in een machine de robuustheid vast te stellen.
In principe kan de Damage Boundary Curve worden toegepast op alle producten en/of constructies. Op deze manier kan eenvoudig voorspeld worden wanneer het product en/of de constructie bezwijkt.

## Voordelen
Het voordeel van de Damage Boundary Curve is dat op een betrekkelijk eenvoudige manier bepaald kan worden bij welke versnellingen er schade aan het product zal ontstaan. Er zijn minimaal twee producten noodzakelijk om de curve te kunnen tekenen.

## Nadeel
Het nadeel van het toepassen van de Damage Boundary Curve is dat het een grove benadering is, doordat de grafiek meestal gebaseerd is op slechts één waarneming. Dit kan leiden tot een te zware bescherming. Een ander nadeel is dat pas nadat de producten fysiek in voldoende aantallen aanwezig zijn de curve bepaald kan worden.

## Geschiedenis
Vanaf 1960, na de publicatie van Robert Newtons, is het gebruikelijk om met de Damage Boundary Curve de fragiliteit van een product te beschrijven.